# سردار فراجوف
سردار فراجوله أوغلو فراجوف (بالأذرية: Sərdar Fərəcov)- ملحن أذربيجاني، فنان الشعب لجمهوية أذربيجان، عامل فخري لثقافة أذربيجان، أمين  لإتحاد الملحنين الأذربيجانيين، مدير  متحف بيت عزير حاجبايوف.

## سيرته ذاتية ونشاته
ولد سردار فراجوله أوغلو فراجوف في 8 ديسمبر، عام 1957. تلقى تعليمه الأول في معهد دولة أذربيجان (حاليا أكاديمية باكو للموسيقى) في صف خيام ميرزازاده. 
```
في الوقت الحاضر هو رأيس 
 لمتحف بيت عزير حاجبايوف (باكو)
. تم عزف أعماله من قبل الأداء والفرق المختلفة في جميع أنحاء 
أوروبا
 
وأميركا
 
والاتحاد السوفيتي
.
[
2
]
```

منح سردار فراجوف باسم فخري فنان الشعب للجمهورية أذربيجان على خدماته في تطوير الثقافة الموسيقية لأذربيجان في 17 سيبتمبر عام 2019.

## وصلات الخاريجية
https://www.youtube.com/watch?v=0eXHksUpfxM
https://www.youtube.com/watch?v=7QXKcmhDXOM